# Climocella waenga
Climocella waenga är en snäckart som beskrevs av James Frederick Goulstone 1997. Climocella waenga ingår i släktet Climocella och familjen Charopidae. Inga underarter finns listade i Catalogue of Life.